# Luftangriffe auf München

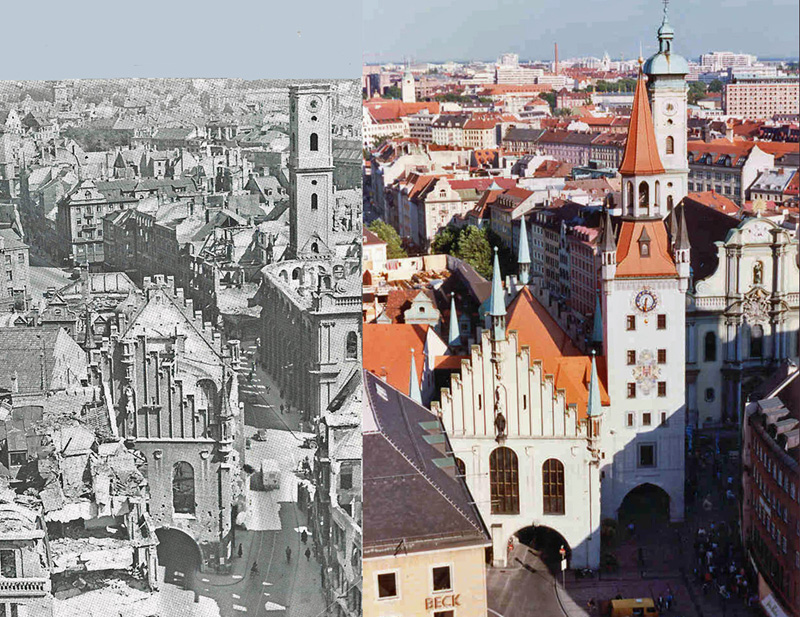
Die Münchener Innenstadt 1945 und 1989 im Vergleich

Bei den Luftangriffen auf München im Zweiten Weltkrieg wurde die bayerische Hauptstadt schwer getroffen. Die Luftangriffe wurden von Einheiten des Bomber Command der britischen Royal Air Force (RAF) und den United States Army Air Forces (USAAF) ausgeführt. Im Luftkrieg des Zweiten Weltkriegs sind bei insgesamt 74 (davon war einer ein nur durch Tiefflieger ausgeführter Angriff mit Bordwaffen) Angriffen auf München 6.632 Menschen ums Leben gekommen; 15.800 wurden verletzt. Von der gesamten Stadtfläche war die Hälfte und die Altstadt sogar zu 90 Prozent zerstört.
Speziell die Nachtangriffe der RAF mit dem Flächenbombardement ziviler Ziele (Innenstadt, Wohngebiete und andere) erfolgten aufgrund der vom britischen Luftfahrtministerium (Air Ministry) am 14. Februar 1942 erteilten „Area Bombing Directive“.
Im „Großdeutschen Reich“ stand München nach der Zählung vom 17. Mai 1939 mit knapp 830.000 Einwohnern auf Platz vier der Liste der größten deutschen Städte, wobei Wien mit berücksichtigt ist. Neben seiner Bedeutung als Standort kriegswichtiger Betriebe wie BMW, Krauss-Maffei, Meiller, Südbremse, Dornier etc. war die „Hauptstadt der Bewegung“ (des Nationalsozialismus) auch ein propagandistisch wichtiges Angriffsziel.

## Auswahl alliierter Luftangriffe
| Datum                  | Schwerpunkte                | Opfer                                     | Angreifende Bomber | Abgeworfene Bomben                                                                                                | Anmerkungen |
| ---------------------- | --------------------------- | ----------------------------------------- | --- | --- | --- |
| 10. März 1940          |                             | keine                                     | unbekannte Anzahl britischer Flieger | nur Leuchtbomben                                                                                                  | erster Luftangriff, jedoch ohne Bomben |
| 4. Juni 1940           | Riem, Allach                | 8 Verletzte                               | unbekannte Anzahl Bomber der britischen Royal Air Force und der französischen Armée de l’air                                                                              | | erster Luftangriff mit Bomben mit Ziel BMW-Flugmotorenwerk Allach |
| 19./20. September 1942 | kein besonderer Schwerpunkt | 413 Verletzte, 149 Tote                   | etwa 30 Bomber der britischen Royal Air Force (RAF) | 168 Tonnen, darunter 55 Minenbomben und 5.000 Stabbrandbomben                                                     | |
| 21. Dezember 1942      | Westliche Viertel           | 21 Tote                                   | 15 Bomber der RAF | u. a. 14 Minenbomben zu 1.800 kg, 5.800 Stabbrandbomben                                                           | |
| 9./10. März 1943       | Innenstadt                  | 436 Verletzte, 212 Tote                   | über 100 Bomber der RAF | u. a. 66 Minen-, 99 Spreng-, 1.000 Phosphor- und 70.000 Stabbrandbomben                                           | u. a. BMW-Stammwerk Milbertshofen, das Braune Haus, Straßenbahndepot, Gaswerk beschädigt, 9.000 Obdachlose, drei abgeschossene Bomber, Flak verschoss über 15.000 Granaten |
| 7. September 1943      | gesamtes Stadtgebiet        | 785 Verletzte, 208 Tote                   | 365 Bomber der RAF | u. a. 73 Minen-, 269 Spreng-, 127 Blitzlicht-, 6.000 Phosphor- und 180.000 Stabbrandbomben                        | 17.597 Obdachlose, 3.833 beschädigte Anwesen, Großmarkthalle schwer beschädigt |
| 2./3. Oktober 1943     | Innenstadt                  | 906 Verletzte, 233 Tote                   | 273 Bomber der RAF | 500 Tonnen, darunter 78 Minen-, 309 Spreng-, 7.000 Phosphor- und 190.000 Stabbrandbomben                          | 35 Kirchen und 15 Krankenhäuser teils schwer beschädigt, Nationaltheater zerstört, große Mengen an Lebensmitteln vernichtet, 5 abgeschossene Flugzeuge (etwa 30 Tote) |
| 8. Oktober 1943        | Innenstadt                  |                                           | nur einige wenige Bomber der RAF | | 8 Tote und mehrere Verletzte bei Massenpanik vor Schutzraum |
| 18. März 1944          | Innenstadt                  | 296 Verletzte, 173 Tote                   | Missionsnummer: 264; 221 B-17 der 8th Air Force aus Ostengland, weitere 290 B-17 greifen Oberpfaffenhofen, Lechfeld und Landsberg an, 227 B-24 greifen Friedrichshafen an | 339 Spreng- und 805 Flüssigkeitsbrandbomben, keine Minenbomben                                                    | erster Tagangriff, Residenz, mehrere Kirchen und Krankenhäuser, Postamt, Ostbahnhof schwer beschädigt, Flak verschoss 6.000 Granaten |
| 24./25. April 1944     | München Au                  | 4.185 Verletzte, 139 Tote                 | 400 Bomber der 5. Bomberflotte der RAF | u. a. 7 Sprengbomben zu 2.000 kg, 550.000 Stabbrand-, 14.160 Phosphor-, 10.245 Flammstrahl- sowie 54 Sprengbomben | keine deutschen Nachtjäger zur Verteidigung im Einsatz, 80 % Zerstörung des Stadtteils Au. Volltreffer auf das Landtagsgebäude Prannerstraße 20, München, das alte Rathaus, Münchner Residenz schwerst beschädigt, viele Kirchen sowie Pinakotheken schwer beschädigt, 70.000 Obdachlose, 13 Abschüsse durch Flak |
| 9. Juni 1944           | Bahnlinien                  | 107 Verletzte, 147 Tote                   | 400 bis 500 Bomber der 15th Air Force | 1.192 Spreng-, 325 Splitter- und 247 Flüssigkeitsbrandbomben                                                      | Krankenhaus schwerst getroffen, alle Fahrtwege zum HBF zerstört, 5.000 Obdachlose |
| 13. Juni 1944          | Innenstadt                  | 184 Verletzte, 302 Tote                   | 600 Bomber der 8th Air Force | 4.021 Spreng-, 258 Splitter- und 1.009 Flüssigkeitsbrandbomben                                                    | Ziele waren u. a. die BMW-Flugmotorenfabrik und der Flughafen München-Riem, 15.000 Obdachlose |
| 12. Juli 1944          | Innenstadt                  | siehe 16. Juli                            | 1.124 Bomber der 8th Air Force | u. a. 10.000 Spreng-, 25.000 Phosphor- und 400.000 Stabbrandbomben                                                | |
| 13. Juli 1944          | Innenstadt                  | siehe 16. Juli                            | 1.260 Bomber der 8th Air Force | u. a. 2.000 Spreng- und 250.000 Stabbrandbomben                                                                   | Zerstörung der Hauptgebäude der Ludwig-Maximilians-Universität München. |
| 16. Juli 1944          | Innenstadt                  | Seit 11. Juli 4.525 Verletzte, 1.453 Tote | 1.078 Bomber der 8th Air Force | u. a. 4.000 Spreng-, 8.700 Flammstrahl- und 125.009 Stabbrandbomben                                               | Schwerste Angriffsreihe, etwa 4.000 Totalschäden an Gebäuden, Tierpark, Staatsoper, 11 Kirchen, 23 Krankenhäuser schwerst beschädigt, 25 Feindabschüsse, seit 11. Juli über 200.000 Obdachlose |
| 19. Juli 1944          | Innenstadt                  | 131 Verletzte, 180 Tote                   | 1.500 Bomber der 15th Air Force | u. a. 2.500 Spreng- und 157.000 Stabbrandbomben                                                                   | BMW-Allach und Ostbahnhof schwer beschädigt, 2.000 Obdachlose, einige Feindabschüsse |
| 31. Juli 1944          | Randgebiete                 | 100 Verletzte, 114 Tote                   | 567 Bomber der 8th Air Force, zusätzlich Jagdschutz | u. a. 2.650 Spreng-, 540 Flüssigkeitsbrand- und 180.000 Stabbrandbomben sowie 380 kg Flugblätter                  | Schwere Schäden an Industrie, 11 Feindabschüsse, 20.000 Obdachlose |
| 17. Dezember 1944      | Altstadt                    | 909 Verletzte, 562 Tote                   | 300 Bomber der RAF | u. a. 75 Minen-, 1.100 Spreng-, 3.000 Flammstrahl- und 75.000 Stabbrandbomben                                     | 49.000 Obdachlose |
| 8. Januar 1945         | Innenstadt                  | 505 Tote                                  | 597 Bomber der RAF | | |
| 25. April 1945         | Pasing, Innenstadt          | 44 Verletzte, 45 Tote                     | unbekannte Anzahl Bomber | 160 Spreng- und 300 Stabbrandbomben                                                                               | 84 Totalschäden an Gebäuden, 600 Obdachlose |
| 26. April 1945         | Riem                        | 3 Verletzte                               | unbekannte Anzahl Bomber | 10 Sprengbomben und Bordwaffenbeschuss                                                                            | 73. und letzter Luftangriff |

## Der Angriff der RAF vom 25. April 1944

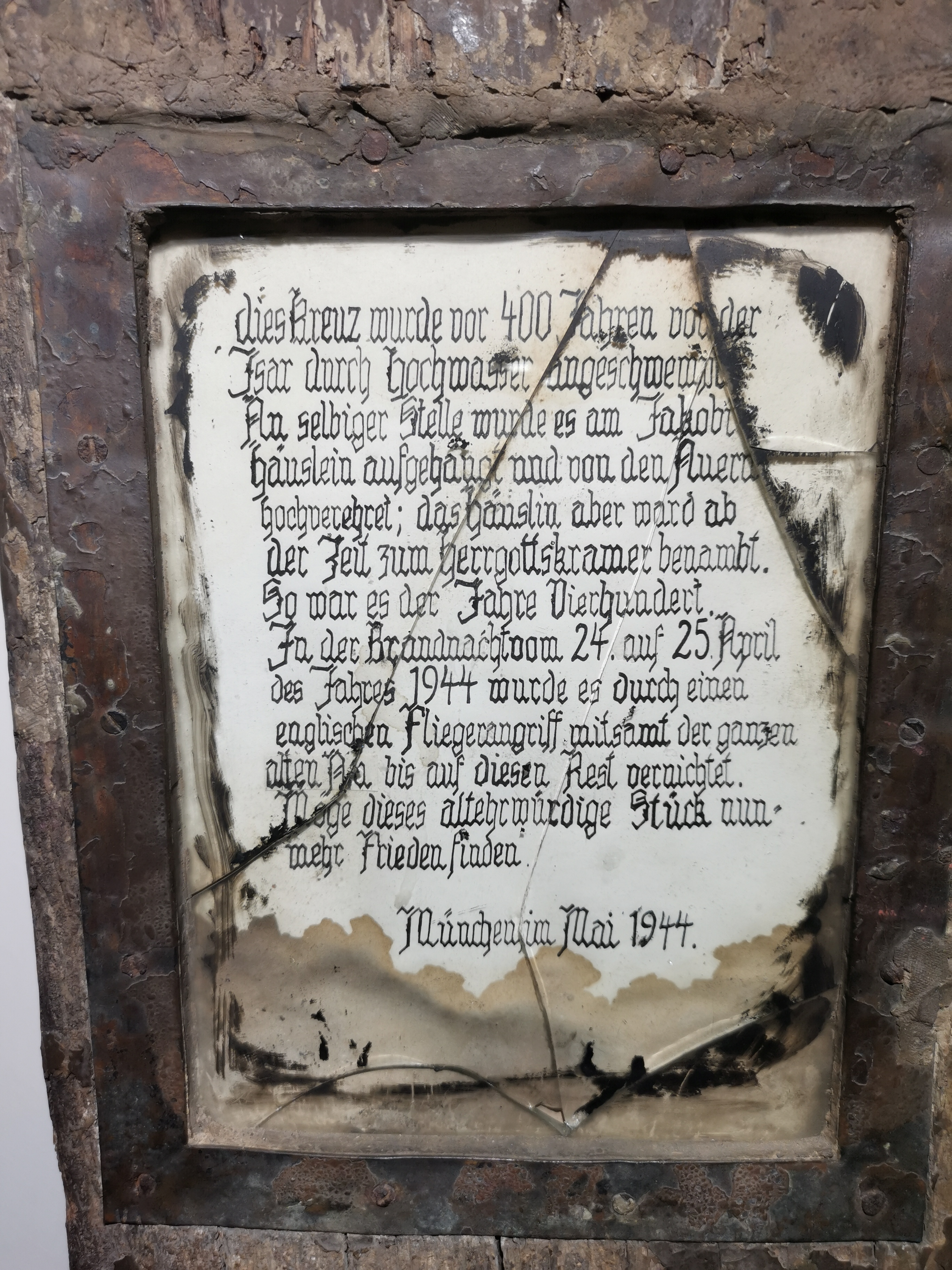
Reste eines Kreuzes, zerstört beim Bombenangriff 1944. Heute in der Heilig-Kreuz-Kirche Obergiesing.

350 bis 400 Bomber der RAF hatten in der Nacht auf den 25. April 1944 bei dem 18. Angriff auf München die Bahnanlagen des Hauptbahnhofs zum Ziel. Da die deutschen Nachtjäger sich zuvor noch im Einsatz über Karlsruhe befanden und später keinen Treibstoff mehr hatten, verlief der Großangriff ohne Gegenwehr. Auf Grund der Erprobung neuer Systeme zur Zielmarkierung wurde das geplante Zielgebiet verfehlt. Die Flugzeuge der Pathfinder Force setzten ihre Markierungen stattdessen über dem Stadtteil Au östlich der Isar. Dort wurden bei diesem und späteren Angriffen knapp 80 % der Gebäude zerstört, darunter auch die Mariahilfkirche, von der nur der beschädigte Turm und Außenmauern stehen blieben.

## Schäden
Auf das Stadtgebiet Münchens wurden rund 450 Luftminen, 61.000 Sprengbomben, 142.000 Flüssigkeitsbrandbomben und 3.316.000 Stabbrandbomben abgeworfen. Hierbei wurden rund 90 % der historischen Münchener Altstadt zerstört. Das gesamte Stadtgebiet wies einen Zerstörungsgrad von rund 50 % seines Gebäudebestandes auf. Durch die alliierten Luftangriffe wurden rund 300.000 Einwohner obdachlos, weil 81.500 Wohnungen ganz oder teilweise zerstört worden waren.
Noch heute werden bei Bauarbeiten Blindgänger gefunden. Aufsehen erregte die kontrollierte Sprengung einer Bombe, die beim Abriss der Schwabinger 7 im August 2012 gefunden worden war. Die missglückte Sprengung verursachte Schäden in Millionenhöhe.
- Flug über München (1945)

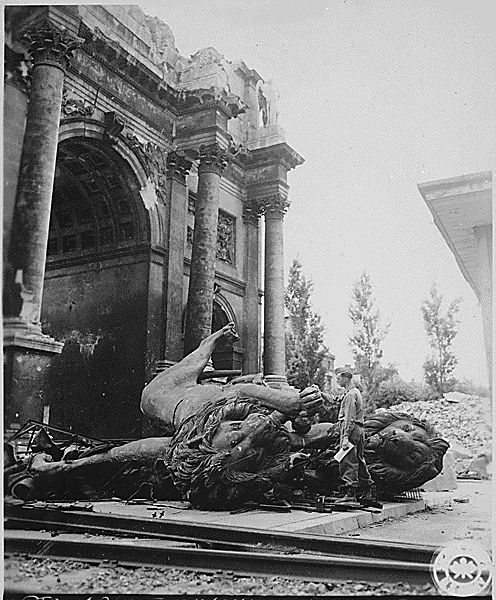
Siegestor
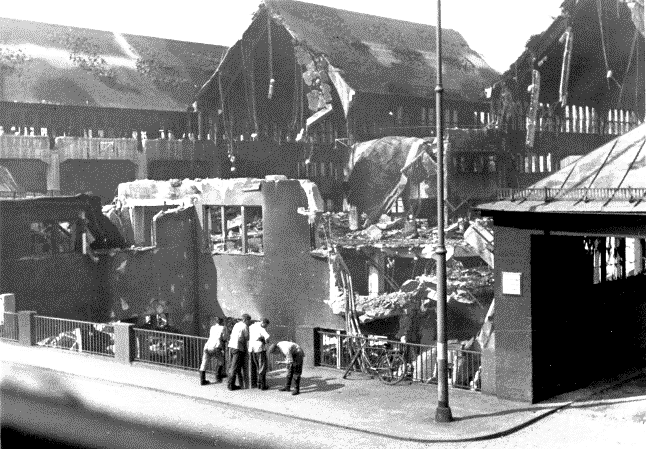
Großmarkthalle München
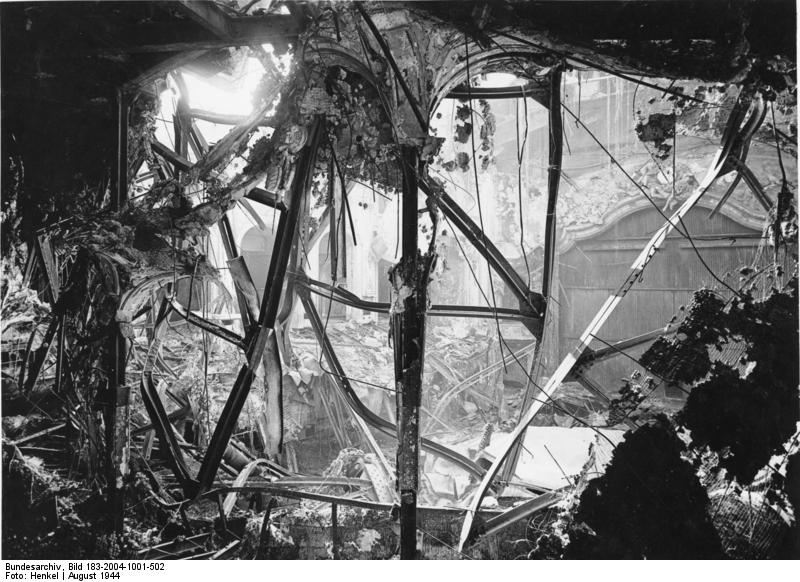
Deutsches Theater München
- Blindgängersprengung (2012)
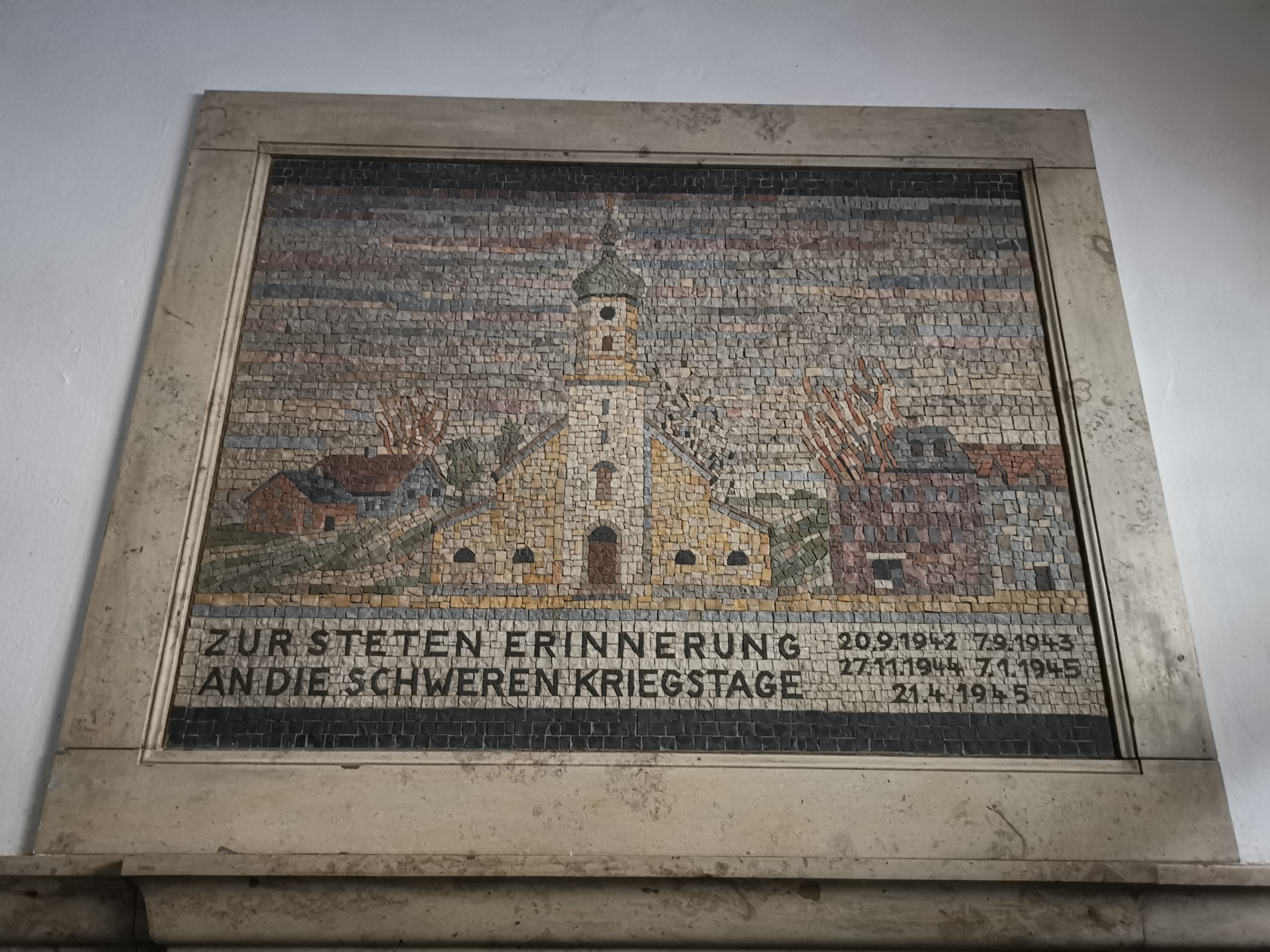
Bildhafte Darstellung in einem Mosaik über einem Kriegerdenkmal

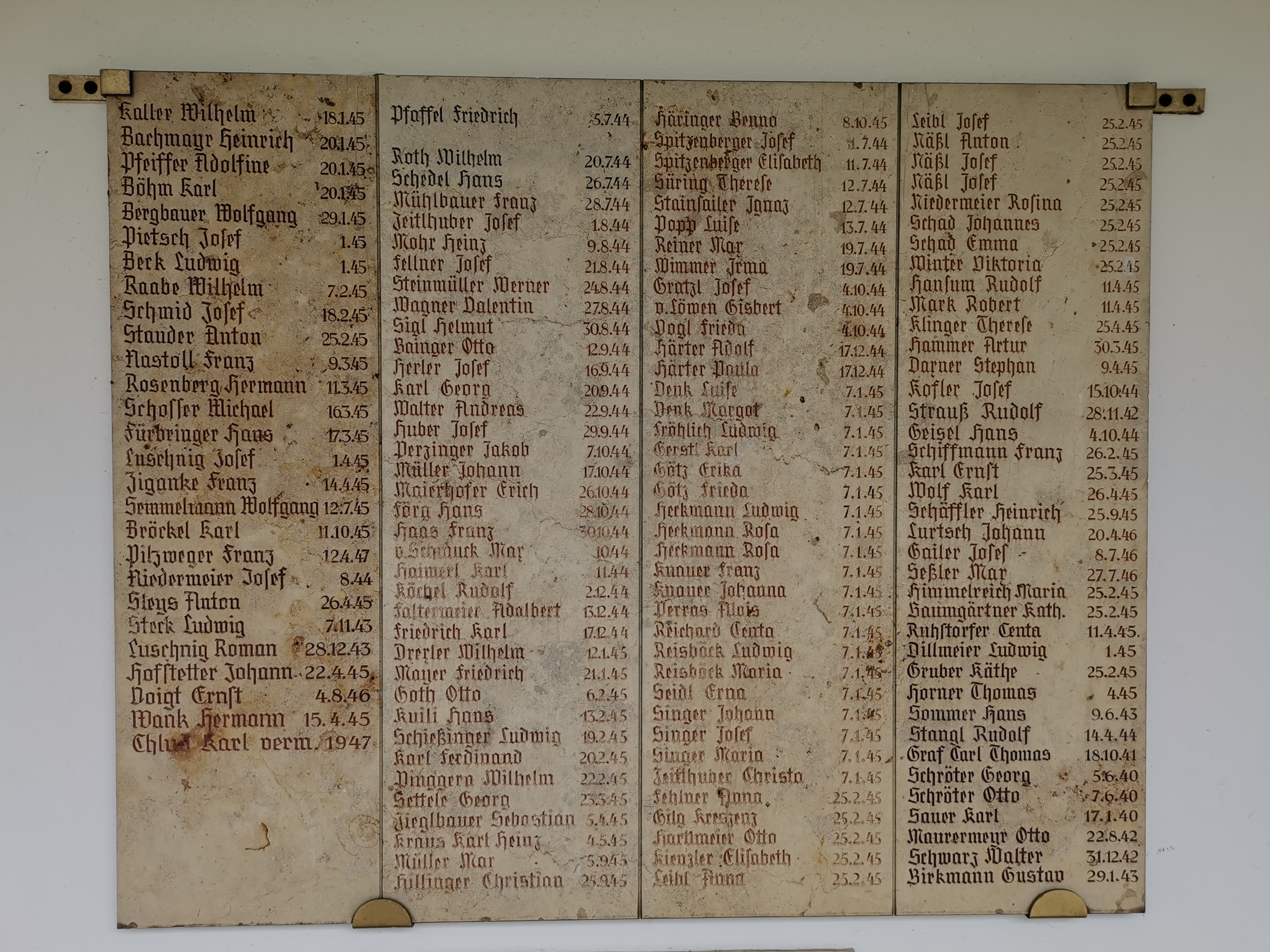
Zivile Opfer unter Militärangehörigen auf einem Kriegerdenkmal

## Namen der Opfer
In München finden sich explizite Denkmäler für die Luftkriegsopfer, hier sind keine Namen genannt. Daneben aber werden auch Namen von Zivilopfern auf Kriegerdenkmälern zusammen mit den Namen von Militärangehörigen aufgezählt. Die Zivilisten sind hier manchmal nicht als solche bezeichnet, fallen aber durch das gemeinsame Sterbedatum (=Luftangriffe) ins Auge.